# Péfki (Attique)
Pour les articles homonymes, voir Pefki.
Péfki, en grec moderne : Πεύκη, est une localité du dème de Lykóvrysi-Péfki, dont elle est le siège, en banlieue nord d'Athènes, en Grèce. Elle est située à 10 km au nord-est d'Athènes.
Selon le recensement de 2011, la population de Péfki compte 21 415 habitants.